# Journal of Modern Dynamics
Journal of Modern Dynamics ist eine seit 2007 in englischer Sprache erscheinende mathematische Fachzeitschrift, die vom American Institute of Mathematical Sciences mit Unterstützung des Anatole-Katok-Zentrums für dynamische Systeme und Geometrie an der Pennsylvania State University herausgegeben wird.
Sie veröffentlicht Forschungsarbeiten in der Theorie dynamischer Systeme unter Betonung der Wechselwirkung mit anderen Gebieten mathematischer Forschung, darunter Zahlentheorie, symplektische Geometrie, Differentialgeometrie, Starrheit, Quantenchaos, Teichmüllertheorie, geometrischer Gruppentheorie und harmonische Analyse auf Mannigfaltigkeiten.